# Air Wisconsin

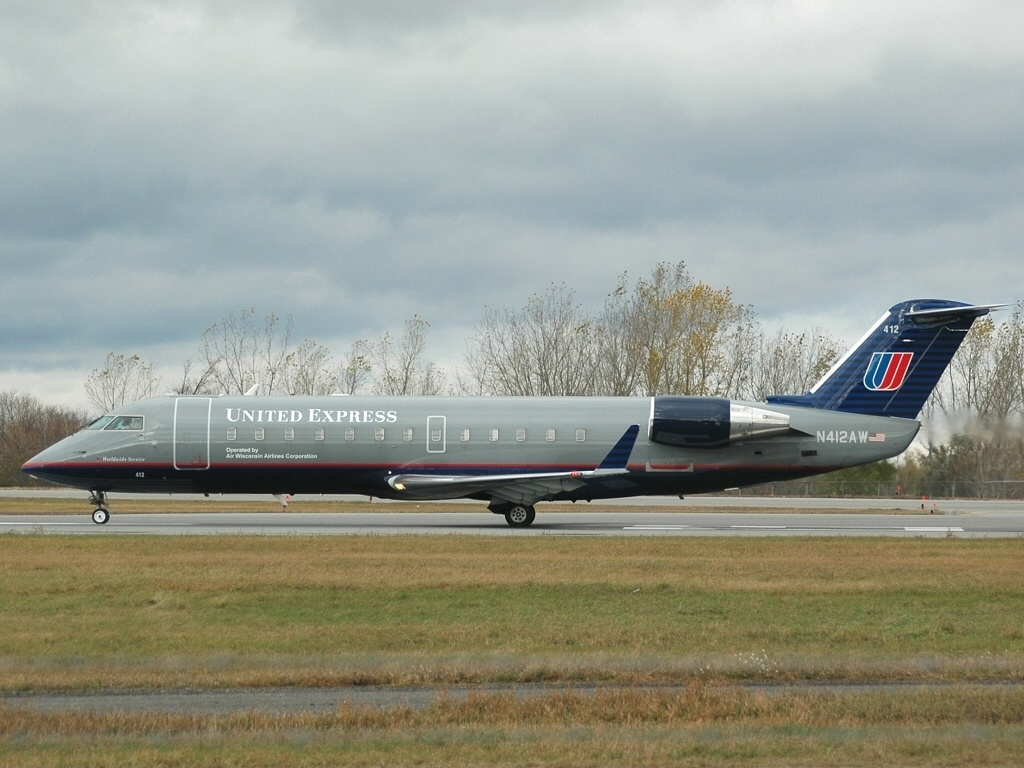
Air Wisconsin CRJ-200LR

Air Wisconsin is een Amerikaanse luchtvaartmaatschappij gevestigd in Appleton, Wisconsin. Het is een onderdeel van United Express. Air Wisconsin heeft het hoofdkwartier op luchthaven Outagamie County Regional Airport in Appleton. 

## Geschiedenis
Air Wisconsin is opgericht in 1965 en startte de eerste vlucht op 23 augustus in datzelfde jaar. De maatschappij is oorspronkelijk opgericht om Appleton te verbinden met Chicago. Vanaf ongeveer 1980 was het de grootste regionale maatschappij. In 1985 werd Mississippi Valley Airlines samengevoegd met Air Wisconsin, waarna men doorging onder de naam Air Wisconsin. Air Wisconsin vliegt ook voor United Airways Express in negentien steden en voor Northwest Express naar kleinere steden in het middenwesten. In maart 2007 had het bedrijf 2.700 medewerkers in dienst.

## Vloot
- 4x Canadair CRJ-200ER
- 66x Canadair CRJ-200LR